# Zsindelyné Tüdős Klára
Zsindelyné Tüdős Klára, Zsindely Ferencné, Zs. Tüdős Klára (Debrecen, 1895. július 20. – Budapest, 1980. április 16.) emlékiratíró, ruha- és jelmeztervező,  filmforgatókönyvíró, filmrendező, néprajzkutató.

## Élete
Liberális, szabadelvű családban született. Apja, Tüdős János ügyvéd, országgyűlési képviselő (1862–1918), édesanyja, Kálmánchey Irén, a XVI. századi magyar reformáció meghatározó alakjának, Kálmáncsehi Sánta Márton püspöknek a leszármazottja. (1930-ban Magyar lányok hozománya címmel adott közre egy szakácskönyvet.)
A debreceni református leánygimnázium, a Dóczi-intézet növendéke volt, majd egy évet Londonban, két évet pedig Veveyben, Svájcban, magánintézetben tanult. 1915-ben önkéntes hadiápolóként szolgált Lembergben, majd Budapesten, az Iparművészeti Főiskolán folytatta tanulmányait. A budapesti tudományegyetemen a néprajz szakon Györffy István tanítványa és munkatársa volt. Eközben táncot tanult és tanított, jótékonysági rendezvényeken lépett fel táncszámokkal. Az egyik jótékonysági esten a kor ünnepelt sztárja, Blaha Lujza is felfigyelt rá, és megajándékozta egy fiatalkori, magyaros ruhájával.
Apja halála után, családi unszolásra 1919-ben férjhez ment szunyogi Szunyogh Rudolf debreceni huszárfőhadnagyhoz, akinek a trianoni országvesztés után odalett érmelléki 400 holdas birtoka. Egy lányuk született, Judit (1921), 1928-ban elváltak.
1925-ben került az Operaházhoz, a jelmezműhely vezetője és jelmeztervezője volt. Ő tervezte Kodály Zoltán Háry János című operájának jelmezeit (1926). A harmincas években kezdett el színházi darabokat és balettszüzséket írni.
1937-ben a Belvárosban divatszalont nyitott (Pántlika), ahol tervezésében divatba hozta a paraszthímzéssel, szőttesekkel díszített ruhákat. Azt az elvet vallotta, hogy “a ruha vagy anyagban, vagy vonalban, vagy dekorációban legyen magyaros, de sohasem mindháromban egyszerre”. Idővel már a kormányzóné is rendszeresen rendelt tőle ruhákat.
1938-ban házasságot kötött borosjenői Zsindely Ferenccel (kultuszminisztériumi államtitkár, a Kállay-kormányban kereskedelem- és közlekedésügyi miniszter).
Részt vett a falukutató mozgalomban, a falusi munkahelyteremtés ügyét is szívén viselte, 1939-ben kéziszövő telepet alapított Nagylócon, Nógrád vármegyében.
1940-ben, férje támogatásával, alapította meg, és volt egyetemi professzoráról nevezte el a Győrffy-kollégiumot, melyet paraszti származású, tehetséges gyermekek felkarolására, oktatására hozott létre.
1943-ban Zsindelyné Tüdős Klára volt az első magyar filmrendezőnő, Fény és árnyék címmel, saját forgatókönyve alapján forgatta le a filmet, melynek jelmeztervezője és producere is volt.
1944-ben Ravasz László megbízásából az Országos Református Nőszövetség elnöke lett. Megalapította a szövetség lapját, a Magyar Asszonyt. 
A második világháború idején a svéd misszióval együtt számos üldözöttnek adott menedéket, budapesti villájuk is menekültekkel telt meg, közel száz zsidót mentettek meg. A menekültek között volt Apró Antal és felesége is. Életmentő szolgálatáért 2001-ben megkapta a jeruzsálemi Jad Vasem Intézet posztumusz Világ Igaza kitüntető címét. A háború után evangelizálva járta az országot. 
1949-ben eltiltották a nőszövetségi munkától, 1951-ben férjével együtt kitelepítették. 1963-ig éltek Balatonlellén egy villa házmestereként.
Férje 1963-ban bekövetkezett halálát követően Ausztráliában élő lányához,  Marosszéky Emilné Szunyogh Judithoz, és hat unokájához költözött, de már 1966-ban hazatért.   
1970-től megírta a református egyházhoz kötődő kapcsolatát, az évtized közepétől a Nők Lapja és a református sajtó is közölt vele interjúkat.  
Utolsó éveiben, ha tehette, minden idejét a budapesti Gyulai Pál utcai református gyülekezetben töltötte.
1980 áprilisában hunyt el a Schweitzer Albert református szeretetotthonban, a Farkasréti temetőben nyugszik.
1989-ben a Magyar Református Egyház rehabilitálta. 2010-ben az Országos Református Nőszövetség Zsindelyné Tüdős Klára-díjat alapított.

## Emlékezete

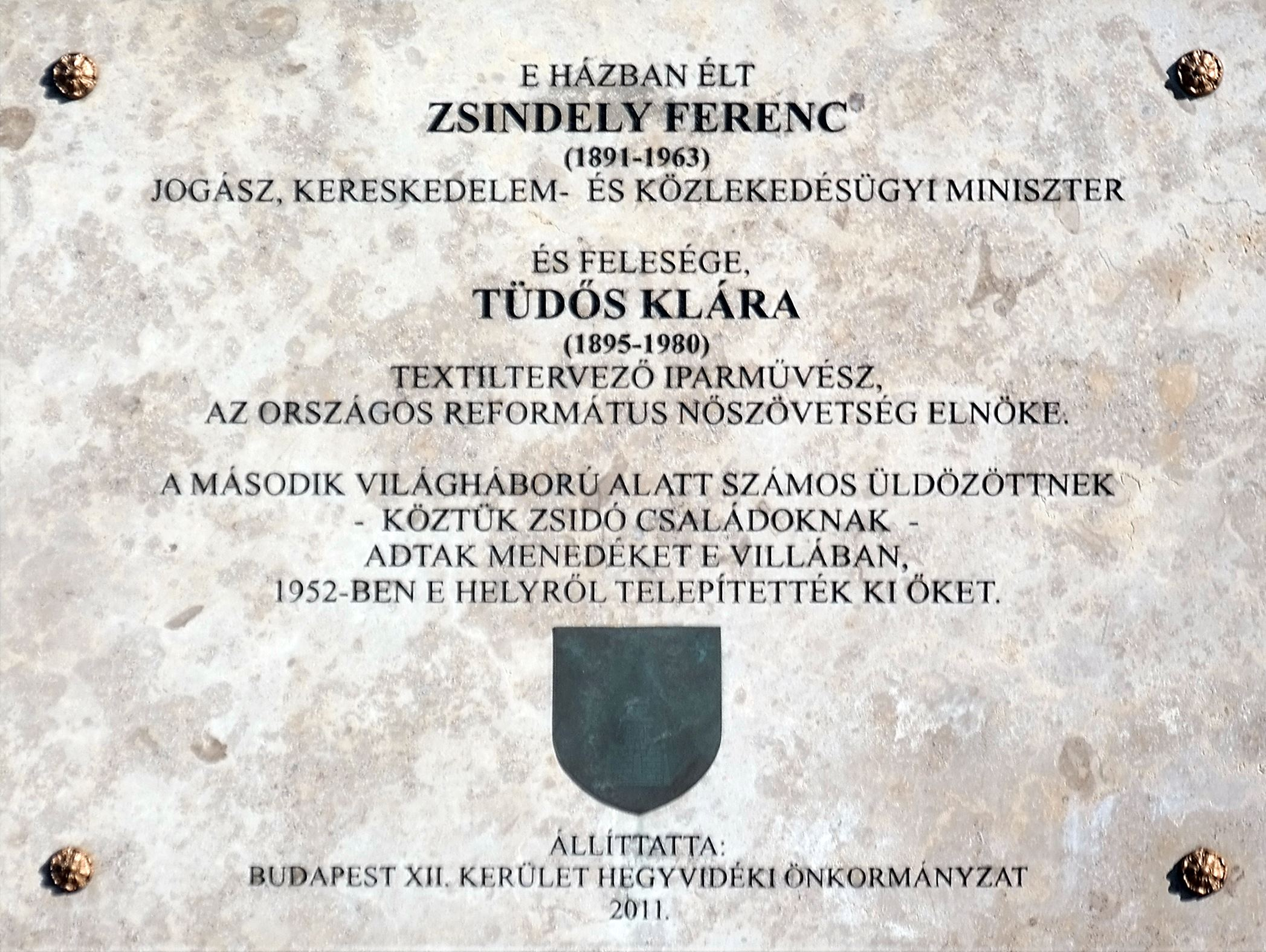
Emléktáblája
XII. kerület Istenhegyi út 92.

- Alkotásait az Iparművészeti Múzeum, a Magyar Nemzeti Múzeum (MNM) és a debreceni Déri Múzeum őrzi.
- 2010-ben a Református Nőszövetség Zsindelyné Tüdős Klára-díjat alapított.
- 2011-ben egykori svábhegyi lakóházán emléktáblát avattak.[22]
- 2022-ben Bódis Kriszta Istenhegy címmel életrajzi regénytrilógiát kezdett róla írni (Bódis Kriszta: Kisasszonyképző [Istenhegy 1.] Európa Kiadó, Bp. 2022., Korzón a pokolba [Istenhegy 2.], Európa Kiadó, Bp. 2023) és Árnyék és fény [Istenhegy 3.], Európa Kiadó, Bp. 2025)[23]

## Bibliográfia
- Ünneplő. Új magyar díszruha sorozat (Bp., 1938)
- A falu protestáns értelmisége a magyar kultúra szolgálatában (Bp., 1940)
- Az Országos Református Nőszövetség 1944. évi csendes nagygyűlése; szerk. Zsindely Ferencné Tüdős Klára, Ravasz László; Bethlen Ny., Bp., 1944
- Isten markában (karcolatok, Bp., 1975, 1976, 1977, 1978, 1980, 1982, 1986)
- Csizma az asztalon (visszaemlékezések, Zürich, 1978, Bern, 1978)
- Arcképek; Református Zsinati Iroda, Bp., 1978
- Isten markában; sajtó alá rend. Bottyán Jánosné; 5. bőv. kiad.; Református Zsinati Iroda, Bp., 1980
- Isten markában élni!; sajtó alá rend. Dizseri Eszter; 9. kiad.; Kálvin, Bp., 1998
- Isten markában; szerk. Dizseri Eszter; 10. átdolg. kiad.; Kálvin, Bp., 2003

## Filmográfia

### Jelmeztervező
- Semmelweis (1939)
- Erdélyi kastély (1940)
- Dankó Pista (1940)
- Fény és árnyék (1943, Kerényi Klárával, Madaras Erzsébettel és Nágay Tiborral)

### Forgatókönyvíró
- Fény és árnyék (1943, Manninger Jánossal)
- Pesti karnevál [nem valósult meg] (1941)
- Hetedik parancsolat [nem valósult meg] (1944)

### Producer
- Fény és árnyék (1943, Siményi Alfréddal)

### Rendező
- Fény és árnyék (1943)